# Early Daze
Early Daze: The Studio Collection es un álbum recopilatorio de los Sex Pistols, lanzado en 1993.

## Lista de canciones
1. "I Wanna Be Me"
2. "No Feelings"
3. "Anarchy in the UK"
4. "Satellite"
5. "Seventeen"
6. "Submission"
7. "Pretty Vacant"
8. "God Save the Queen"
9. "Liar"
10. "EMI"
11. "New York"
12. "Problems"

- Datos: Q5326635